# Џем Лејк (Минесота)
Џем Лејк (енгл. Gem Lake) град је у америчкој савезној држави Минесота.

## Демографија
По попису из 2010. године број становника је 393, што је 26 (-6,2%) становника мање него 2000. године.
| Група             | 2000.       | 2010.       |
| Белци             | 393 (93,8%) | 358 (91,1%) |
| Афроамериканци    | 5 (1,2%)    | 0 (0,0%)    |
| Азијати           | 11 (2,6%)   | 20 (5,1%)   |
| Хиспаноамериканци | 0 (0,0%)    | 10 (2,5%)   |
| Укупно            | 419         | 393         |